# Класична Грчка
Класична Грчка је израз којим се описује период у историји античке Грчке у коме је њена култура доживјела свој зенит, односно развила књижевност, филозофију, умјетничке форме и политичке институције које ће касније инспирисати Рим, а преко њега и западну цивилизацију. Као почетак класичног периода грчке историје се оквирно узима 510. п. н. е. када је срушен посљедњи атински тиранин Хипије, а као крај смрт Александра Великог 323. п. н. е.
Период који је претходнио класичном се назива архајски, а иза њега је слиједио хеленистички период. Класични период се смјешта у шири оквир тзв. класичне антике, односно старог вијека.